# Cicely Tyson
Cicely Tyson (New York, 19 december 1924 - aldaar, 28 januari 2021) was een Amerikaans actrice.

## Carrière
De zwart-witte dramafilm Carib Gold betekende in 1957 het filmdebuut van Tyson. Later bleek dat dit haar eerste van meer dan vijftien filmrollen was, meer dan vijftig inclusief die in ruim dertig televisiefilms. Op tv was Tyson tevens te zien in tal van series. Hoewel het aantal wederkerende personages dat ze hierin speelde op de vingers van één hand te tellen is, had ze ook eenmalige gastrollen in meer dan twintig verschillende titels. Daartoe behoren onder meer Touched by an Angel, The Outer Limits en Law & Order: Special Victims Unit.
Zij werd in 1973 genomineerd voor een Oscar voor haar hoofdrol als Rebecca Morgan in de dramafilm Sounder. Meer dan vijftien andere acteerprijzen kreeg ze daadwerkelijk toegekend, waaronder Emmy Awards voor de televisiefilms The Autobiography of Miss Jane Pittman (zowel die voor beste actrice als die voor actrice van het jaar) en Oldest Living Confederate Widow Tells All (beste bijrolspeelster) en een National Board of Review Award voor Sounder.
In 1997 kreeg Tyson een ster op de Hollywood Walk of Fame.

## Privé
Tyson trouwde in 1981 met jazzmuzikant Miles Davis, maar hun huwelijk liep in 1988 op de klippen.

## Filmografie
*Exclusief 30+ televisiefilms
| - A Fall from Grace (2020) - The Haunting in Connecticut 2: Ghosts of Georgia (2013) - Alex Cross (2012) - The Help (2011) - Why Did I Get Married Too? (2010) - Idlewild (2006) - Fat Rose and Squeaky (2006) - Madea's Family Reunion (2006) - Diary of a Mad Black Woman (2005) - Because of Winn-Dixie (2005) - Aftershock: Earthquake in New York (1999) - Hoodlum (1997) - Fried Green Tomatoes (1991) | - Bustin' Loose (1981) - The Concorde ... Airport '79 (1979) - A Hero Ain't Nothin' But a Sandwich (1978) - The River Niger (1976) - The Blue Bird (1976) - Sounder (1972) - The Comedians (1967) - A Man Called Adam (1966) - The Last Angry Man (1959) - Odds Against Tomorrow (1959) - Carib Gold (1957) |

## Televisieseries
*Exclusief eenmalige gastrollen
- How to Get Away with Murder - Ophelia Harkness (2015-2020, vijf afleveringen)
- King - Coretta Scott King (1978, drie afleveringen)
- Roots - Binta (1977, twee afleveringen)
- East Side/West Side - Jane Foster (1963-1964, 26 afleveringen)

- Bibsys: 7044286
- Biblioteca Nacional de España: XX4580030
- Bibliothèque nationale de France: cb14044901b (data)
- Gemeinsame Normdatei: 1161628541
- International Standard Name Identifier: 0000 0001 1742 385X
- Library of Congress Control Number: n81069264
- National Archives and Records Administration: 10569613
- Nationale Bibliotheek van Israël: 987007446095305171
- Nederlandse Thesaurus van Auteursnamen: 138986940
- SNAC: w6kb99z7
- Système universitaire de documentation: 095673881
- Virtual International Authority File: 10049822
- WorldCat: E39PBJqfJ3qBhFkD9kT7J4BHG3